# Aethomys kaiseri
Aethomys kaiseri  (Noack, 1887) è un roditore della famiglia dei Muridi diffuso nell'Africa centro-meridionale.

## Descrizione

### Dimensioni
Roditore di medie dimensioni, con la lunghezza della testa e del corpo tra 139 e 196 mm, la lunghezza della coda tra 124 e 167 mm, la lunghezza del piede tra 27 e 39 mm, la lunghezza delle orecchie tra 19 e 24 mm e un peso fino a 144 g.

### Aspetto
La pelliccia è lunga, densa, soffice e cosparsa di setole. Le parti superiori sono bruno-rossicce. Le parti inferiori sono bianche. Il quinto dito dei piedi è lungo come l'alluce. La coda è più corta della testa e del corpo, è cosparsa di pochi peli grigiastri, è marrone sopra e all'estremità mentre è bianca sotto. ci sono circa 12 anelli di scaglie per centimetro. Il cariotipo è 2n=50 FN=60.

## Biologia

### Comportamento
È una specie terricola. Si rifugia tra gli ammassi rocciosi, crepacci ed anche edifici. 

### Alimentazione
Si nutre principalmente di parti vegetali, frutta caduta, semi, foglie e radici.

### Riproduzione
La gestazione in cattività dura 26-28 giorni. Danno alla luce 1-4 piccoli alla volta. Appena nati il loro peso è di circa 6 grammi. Gli occhi si aprono dopo 8-10 giorni e vengono svezzati dopo 26 giorni.

## Distribuzione e habitat
Questa specie è diffusa nell'Angola nord-orientale, Repubblica Democratica del Congo e Uganda meridionali, Ruanda, Burundi, gran parte della Tanzania, tranne le pianure centrali; Kenya meridionale, Zambia e Malawi settentrionali.
Vive nei boschi secchi e umidi, nelle foreste tropicali e sub-tropicali del Congo e nelle savane alberate.

## Conservazione
La IUCN Red List, considerato il vasto areale e la popolazione numerosa, classifica A.kaiseri come specie a rischio minimo (Least Concern).